# Zuid-Thailand
Zuid-Thailand (Thais: ภาคใต้) is een regio in Thailand en omvat alle provincies (Changwat) ten zuiden van de landengte van Kra op het schiereiland Malakka.
In het westen loopt het gebied steil af naar de Indische Oceaan, terwijl het oosten vlakker is en door riveren wordt doorsneden. De grootste rivier in Zuid-Thailand is de Tapi, die samen met de Phum Duang een stroomgebied van meer dan 8000 km² heeft, ruim 10% van de oppervlakte van Zuid-Thailand. Andere rivieren zijn de Pattani, de Saburi en de Trang. Het grootste meer is het Songkhlameer met een oppervlakte van 1040 km².

## Bevolking
Volgens de volkstelling van 2010 leven er 8.871.002 in de regio Zuid-Thailand, waarvan 2.970.176 in steden (33,5%) en 5.900.826 in dorpen op het platteland (66,5%). Er is een sterke trend van urbanisatie gaande (in 1990 bedroeg de urbanisatiegraad nog 20%).
De bevolkingsdichtheid bedraagt 125 inwoners per km²: variërend van 62 inwoners per km² in Phang Nga tot 968 inwoners per km² in Phuket.
Op 1 september 2010 bestaat 22,1% van de bevolking uit kinderen tot en met 14 jaar oud, twee op de drie inwoners zijn tussen de 15 en 59 jaar oud en 11,8% is zestig jaar of ouder. De bevolking van Zuid-Thailand is sterk aan het ontgroenen en vergrijzen: in 1990 bestond 32,5% van de bevolking uit kinderen tot en met 14 jaar oud en 7,6% uit zestigplussers.

#### Etniciteit en religie
Ongeveer 96% van de bevolking bestaat uit Thai en 4% uit recente migranten uit bijvoorbeeld Myanmar, Cambodja, Laos en China.
Het grootste deel van de bevolking hangt het theravadaboeddhisme aan (70,8%). Het overige deel van de bevolking behoort tot de islamitische minderheid (28,6%). Nagenoeg alle moslims in Thailand wonen in Zuid-Thailand en vormen in vier provincies de meerderheid van de bevolking (Narathiwat, Yala, Satun en Pattani).

## Bestuur

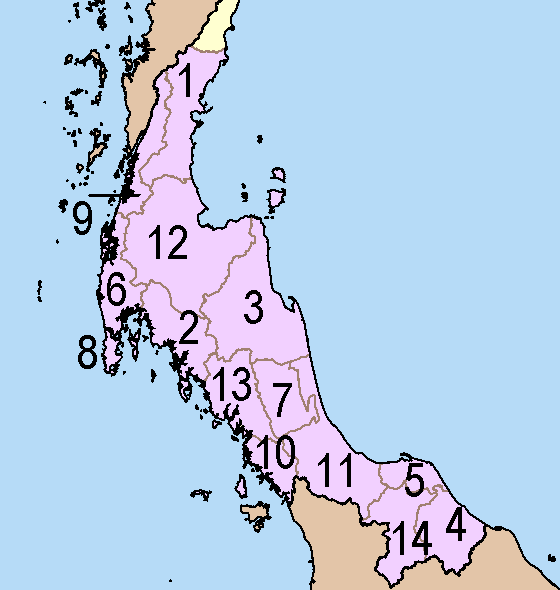
Provincies van Zuid-Thailand

Zuid-Thailand (ภาคใต้) bestaat uit de volgende 14 provincies:
| Nr. | Naam                | Thaise naam  | Inwoners  |    | Nr.         | Naam      | Thaise naam | Inwoners |
| 1   | Chumphon            | ชุมพร         | 482.588   | 8  | Phuket      | ภูเก็ต      | 289.586     |          |
| 2   | Krabi               | กระบี่         | 393.108   | 9  | Ranong      | ระนอง     | 179.408     |          |
| 3   | Nakhon Si Thammarat | นครศรีธรรมราช | 1.535.349 | 10 | Satun       | สตูล       | 277.848     |          |
| 4   | Narathiwat          | นราธิวาส      | 714.976   | 11 | Songkhla    | สงขลา     | 1.303.828   |          |
| 5   | Pattani             | ปัตตานี        | 638.177   | 12 | Surat Thani | สุราษฎร์ธานี | 951.756     |          |
| 6   | Phang Nga           | พังงา         | 243.700   | 13 | Trang       | ตรัง       | 610.534     |          |
| 7   | Phattalung          | พัทลุง         | 505.653   | 14 | Yala        | ยะลา      | 473.712     |          |